# Collado Villalba
Collado Villalba – miasto w centralnej Hiszpanii we wspólnocie autonomicznej Madrytu leżące ok. 40 km na północny zachód od Madrytu. Miasto położone jest na wysokości 917 m n.p.m., w pobliżu pasma górskiego Sierra de Guadarrama. Ze względu na bliskość gór miasto jest jednym z głównych miejscowości turystycznych regionu.

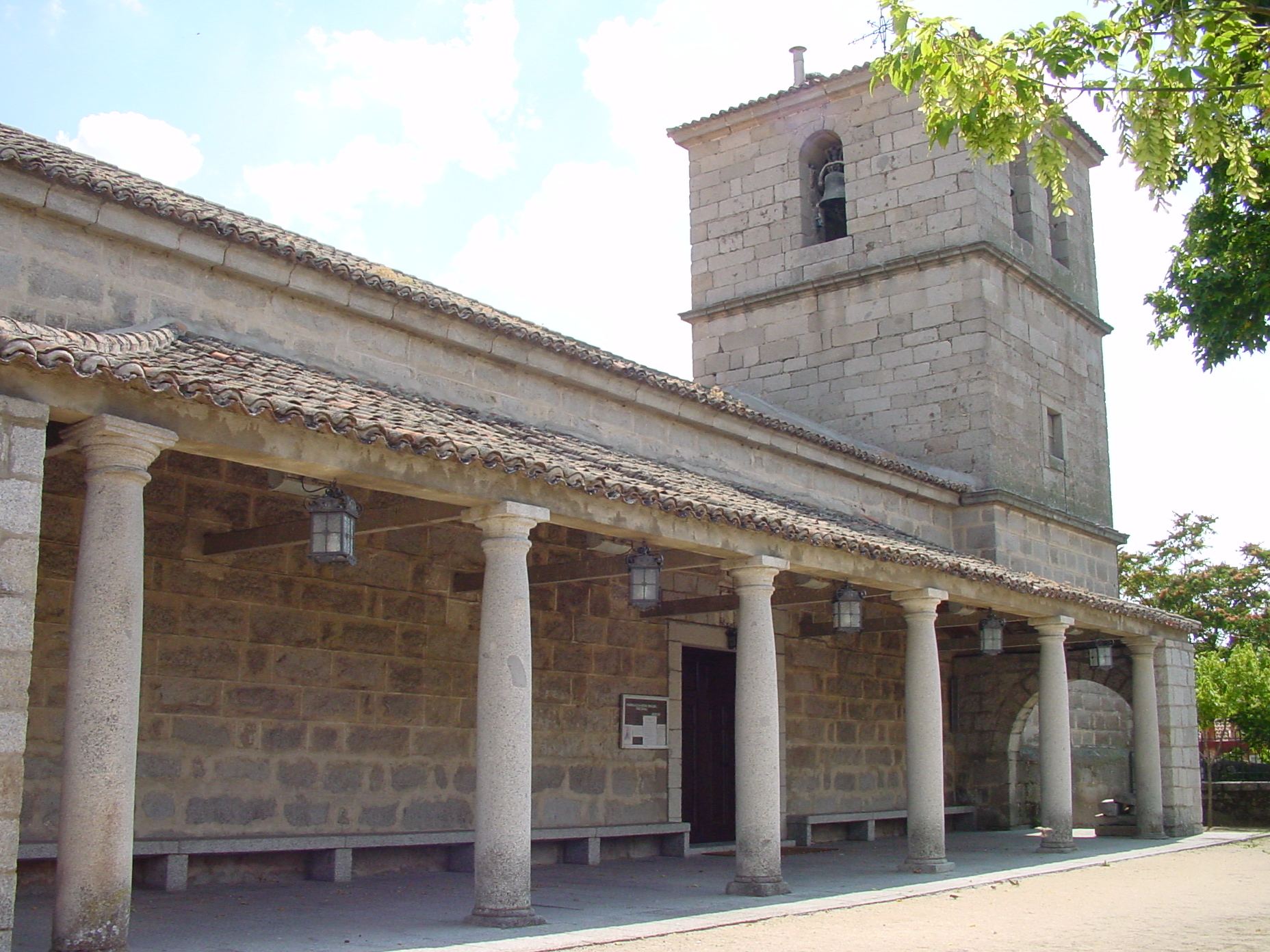
Kościół w Collado Villalba